# Xã Grisham, Quận Montgomery, Illinois
Xã Grisham (tiếng Anh: Grisham Township) là một xã thuộc quận Montgomery, tiểu bang Illinois, Hoa Kỳ. Năm 2010, dân số của xã này là 629 người.